# Haapasaari (ö i Norra Savolax, Varkaus, lat 62,58, long 28,26)
Haapasaari är en ö i Finland. Den ligger i sjön Suvasvesi och i kommunen Leppävirta i den ekonomiska regionen  Varkaus ekonomiska region  och landskapet Norra Savolax, i den sydöstra delen av landet, 300 km nordost om huvudstaden Helsingfors. Öns area är 24 hektar och dess största längd är 1 kilometer i sydöst-nordvästlig riktning.